# Katherine Espín
Katherine Elizabeth Espín Gómez (Cantone di La Troncal, 15 novembre 1992) è una modella ecuadoriana, incoronata Miss Terra 2016.
È la seconda ecuadoriana ad essere eletta Miss Terra, dopo Olga Álava (2011).

## Biografia
Nativa di Cantone di La Troncal, in Ecuador, all'età di 9 anni si trasferisce con la famiglia nella città statunitense di New York, risiedendovi per 6 anni e vincendo numerosi premi accademici e sportivi. La gioventù le riserva tuttavia anche momenti difficili quando inizia a soffrire di paralisi di Bell all'età di 13 anni.
La sua carriera nel mondo dei concorsi di bellezza inizia nel 2013 con una partecipazione infruttuosa all'edizione annuale di Reinado Internacional del Café. Pochi mesi dopo prende parte a Miss Mondo Ecuador, uscendone nuovamente sconfitta. Nel 2015 rappresenta l'Ecuador a Miss Bikini Universo, venendo scelta come seconda classificata del concorso.
Il 29 ottobre 2016 è tra le partecipanti della 16ª edizione di Miss Terra, svoltasi all'SM Mall of Asia di Pasay, dove è incoronata vincitrice dalla reginetta uscente Angelia Ong. È il secondo successo per l'Ecuador nella storia di Miss Terra, dopo la vittoria di Olga Álava nel 2011.